# La República (Peru)
La República ist eine linksliberale peruanische Tageszeitung, die 1981 von Gustavo Mohme Llona, ehemals Abgeordneter im Peruanischen Kongress, gegründet wurde. Erster Chefredakteur war der Journalist Guillermo Thorndike (1940–2009).
Die La República-Gruppe, die hinter der Zeitung steht und auch an anderen Zeitungen sowie den Fernsehsendern América TV und Canal N beteiligt ist, ist neben der El-Comercio-Gruppe die auflagenstärkste Perus. Unter den regelmäßigen Kolumnisten der Zeitung ist der Literaturnobelpreisträger Mario Vargas Llosa.